# 海菊
海菊（拉丁語：Aster spathulifolius Maxim），是韩国当地生长在海边的菊花之一，其株矮、叶厚，耐强风和冬寒，只在韩国和日本生长。